# Tour Telecom Italia
La tour Telecom Italia (en italien : Torre Telecom Italia) est un bâtiment de Naples en Italie. Il a été le plus haut bâtiment du pays pendant 15 ans.

## Histoire
Le bâtiment, conçu par Corrado Beguinot, est construit en 1994.

## Description
La tour, située dans le quartier des affaires de Naples, atteint une hauteur de 129 mètres pour 33 étages. Le complexe se compose d'une tour centrale et de deux bâtiments plus bas qui l'entourent. Il est recouvert de verre miroir sur toutes ses façades.